# Marc Mero
Marc Mero (Buffalo, 9 de julho de 1963) é um boxeador amador e lutador profissional estadunidense aposentado, mais conhecido por suas aparições na World Wrestling Federation (WWF) como Marc Mero e na Total Nonstop Action Wrestling (TNA) e World Championship Wrestling (WCW) como Johnny B. Badd. Em 2007, Mero fundou a organização sem fins lucrativos Champion of Choices. Em sua carreira, Mero foi uma vez Campeão Intercontinental da WWF e três vezes Campeão Mundial Televisivo da WCW.

## Carreira na luta profissional

### World Wrestling Federation (1996—1999)
Após deixar a WCW, Mero foi contratado pela World Wrestling Federation (WWF), lutando como "Wildman" Marc Mero (na época, a WCW detinha os direitos do personagem Johnny B. Badd). Mero tinha como valet sua esposa Rena "Sable" Mero, quem resgatou de Hunter Hearst Helmsley. Em 23 de setembro de 1996, Mero derrotou Faarooq Asad na final de um torneio pelo então-vago Campeonato Intercontinental. Ele manteve o título até 21 de outubro, o perdendo para Helmsley.
Em fevereiro de 1997, Mero rompeu um ligamento, deixando as lutas por seis meses. Ele retornou como o vilão "Marvelous" Marc Mero, um boxeador que se tornou um lutador. Na história, Mero estaria com ciúmes dos fãs de Sable, querendo que ela deixasse a WWF. Isso fez com que ele se aliasse a Goldust e Luna Vachon, com os três humilhando Sable durante lutas. Mero e Sable lutaram no Over the Edge. Com remorso, Mero deitou-se durante a luta, permitindo que Sable realizasse o pinfall. Ele a enganou, realizando o pinfall e vencendo a luta. Com isso, Sable teve de deixar a WWF. Com isso, Mero aliou-se a Jacqueline, que se tornou sua valet. Em 1998, Mero competiu no WWF Brawl for All. Logo, Mero demitiu Jacqueline por suas interferências.[carece de fontes?]
A última aparição televisiva de Mero na WWF aconteceu em 30 de novembro de 1998, no Raw.  Ele enfrentou o Campeão dos Pesos-Leves Duane Gill, prometendo aposentar-se se não derrotasse Gill. Gill venceu com a ajuda do J.O.B. Squad. Ele lutou novamente no WWF Capital Carnage seis dias depois, sendo derrotado em uma luta mista com Jacqueline contra Sable e Christian. Em 1999, Mero e Sable deixaram a WWF.

### Retorno a WCW (2000)
Em 26 de abril de 2000, Mero retornou a World Championship Wrestling, aparecendo na plateia do WCW Thunder com seu treinador Ray Rinaldi e confrontando Tank Abbott. Mero optou não retornar totalmente a WCW devido a sua condição física.

### XWF, TNA e aposentadoria (2001—2005)
Em 2001, Mero retornou a luta profissional na X Wrestling Federation, com Rena Mero. Eles ficaram na companhia até seu fim, em 2002.
Em novembro de 2004, Mero passou a lutar na Total Nonstop Action Wrestling (TNA) sob o nome Johnny B. Badd. Ele apareceu esporadicamente na companhia entre o fim de 2004 o início de 2005.
Mero aposentou-se em 2005, abrindo a Marc Mero Body Slam Training Institute em Altamonte Springs, Flórida.
Em janeiro de 2008, WWE e Jakks Pacific anunciaram que Mero (como Johnny B. Badd) faria parte da coleção de bonecos "Classic Superstars". O boneco, no entanto, foi cancelado.

## Vida pessoal
Em 1992, Mero casou-se com Rena "Sable" Greek, adotando sua filha de um casamento anterior. O casal se separou na metade de 2003 e se divorciou em 2004. Rena se casaria com Brock Lesnar em 2006.
Em julho de 2007, Mero precisava de um transplante de valva cardíaca. Marc se casou uma segunda vez em 11 de julho de 2009.

## No wrestling
- Movimentos de finalização
  - Marvelocity / Wild Thing (Shooting star press)[1]
  - Merosault (Moonsault)[1]
  - TKO – Total Knock Out – inovado[18]
- Movimentos secundários
  - Combinação de golpes de boxe
  - Badd Day (Super frankensteiner)
  - Badd Mood (Sommersault plancha)
  - Golota (Low blow)
  - Kiss That Don't Miss (WWF) / Tutti Frutti (WCW) (gancho de esquerda)[19]
- Managers
  - Theodore Long[20]
  - Kimberly
  - Sable[8]
  - Jacqueline
- Alcunhas
  - "Wildman"[3]
  - "Marvellous"[8]

## Títulos e prêmios

### Boxe amador
- Títulos do Estado de Nova Iorque
  - Amateur Athletic Union
  - Empire State Games
  - New York Golden Gloves

### Luta profissional
- Pro Wrestling Illustrated
  - Novato do Ano (1991)[2]

- - PWI o colocou na # 43ª posição dos 500 melhores lutadores individuais em 1996[21]
- World Championship Wrestling
  - WCW World Television Championship (3 vezes)[8][12]
- World Wrestling Federation
  - WWF Intercontinental Championship (1 vez)[6][8][12]
- Wrestling Observer Newsletter
  - Maior Melhora (1995)
  - Novato do Ano (1991)